# Virgil Chapman

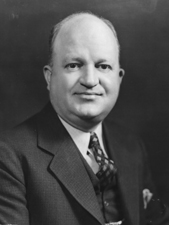
Virgil Chapman

Virgil Munday Chapman (* 15. März 1895 in Middleton, Simpson County, Kentucky; † 8. März 1951 in Bethesda, Maryland) war ein US-amerikanischer Politiker (Demokratische Partei), der den Bundesstaat Kentucky in beiden Kammern des Kongresses vertrat.

## Leben
Nach dem Schulbesuch in Franklin studierte Virgil Chapman die Rechtswissenschaften und wurde 1917 in die Anwaltskammer aufgenommen; im folgenden Jahr graduierte er an der University of Kentucky in Lexington. Er arbeitete zunächst als Anwalt in Irvine, wo er von 1918 bis 1920 das Amt des Staatsanwalts innehatte, ehe er nach Paris umzog. Zwischen 1921 und 1923 half er als Jurist mit, die Tabakpflanzer aus Kentucky und den umliegenden Staaten in Marketing-Kooperativen zusammenzuschließen. Mit seiner Ehefrau Mary hatte Virgil Chapman eine Tochter.

## Politik
1924 wurde der Demokrat Chapman ins US-Repräsentantenhaus gewählt, wo er zunächst zwei Amtsperioden verbrachte. Bei der Wahl von 1928, als der Republikaner Herbert Hoover US-Präsident wurde und seine Partei einen Erdrutschsieg errang, verlor Chapman sein Mandat. Jedoch setzte er sich zwei Jahre später gegen den Republikaner Robert E. Lee Blackburn, der ihn zuvor besiegt hatte, durch und verblieb danach für vier weitere Jahre als Vertreter des siebten Distrikts von Kentucky im Repräsentantenhaus. 1935 wechselte er als Kandidat in den sechsten Wahldistrikt, gewann auch dort den Sitz und verteidigte diesen bis 1949.
Bei der Wahl zum US-Senat im Jahr 1948 bezwang Virgil Chapman den republikanischen Amtsinhaber John Sherman Cooper. Sein Nachfolger im Repräsentantenhaus wurde Thomas R. Underwood. Chapman starb jedoch bereits am 8. März 1951 im National Naval Medical Center in Bethesda an den Folgen eines Autounfalls, den er kurz zuvor in Washington, D.C. erlitten hatte. Auch im Senat übernahm Thomas Underwood sein Mandat. Damit gehört Virgil Chapman zu jenen sechs Kongressmitgliedern, denen in beiden Kammern jeweils dieselben Personen nachfolgten.